# Такума, Джамааладэн
Джамааладэ́н Таку́ма (англ. Jamaaladeen Tacuma, 11 июня 1956, Хемпстед, штат Нью Йорк) — американский фри-джазовый бас-гитарист и композитор, известный прежде всего как бэнд-лидер лейбла Gramavision, а также по совместной работе с Орнеттом Коулманом в 1970-80-е годы, в частности, в ансамбле «Prime Time». 

## Биография
Такума вырос в Филадельфии и проявлял интерес к музыке с юных лет, выступая с органистом Чарльзом Эрландом. Благодаря Эрланду Такума познакомился с продюсером Реджи Лукасом, который представил его Орнетту Коулману в 1975 году, в девятнадцатилетнем возрасте. Игра на электрической бас-гитаре в фанковой группе Коулмана «Prime Time» быстро принесла Такуме известность. В это время он использовал традиционную щипковую технику, однако его поздние работы отличаются более широким использованием слэпа.
С «Prime Time» Такума выступал на шоу «Saturday Night Live» 14 апреля 1979 года; впоследствии в журнале «Musician» он назвал это выступление своим лучшим выступлением всех времён. Работа со множеством известных музыкантов укрепила его репутацию. Первый сольный альбом Такумы «Show Stopper» был издан на лейбле «Gramavision» в 1983 году. В этом альбоме он вышел за рамки джаз-фанкового стиля, сформировавшегося во время работы с Коулманом.
В 1980-е годы Такума начал выступать с группой «Cosmetic». Музыкальные журналы отмечали его агрессивный стиль игры. В 1981 году он получил наибольшее число голосов среди электрических басистов в категории «талант, заслуживающий более широкого признания» в опросе критиков, проведённом журналом «Down Beat».
В 1990-е и 2000-е годы Такума не стремился быть в центре внимания. В это время он записывал альбомы дуэтом с саксофонистом Вольфгангом Пушнигом. Совместный альбом с Дереком Бейли и Кальвином Вестоном «Mirakle» считается одним из самых лёгких для восприятия альбомов Дерека Бэйли. В 2006 году Такума участвовал в записи альбома World Saxophone Quartet «Political Blues».
В 2011 году Такума был удостоен стипендии Пью в области искусств.

## Инструменты
В трёх первых альбомах «Prime Time» («Dancing in Your Head», «Body Meta», «Of Human Feelings», записанные в конце 1970-х годов) Такума использовал гитару Rickenbacker Bass, популярную среди музыкантов прогрессивного рока, но редко применяемую для записи джаза. К концу 1980-х он начал использовать бас-гитару Steinberger, что помогло ему создать характерное, узнаваемое звучание.